# NHK World-Japan
NHK World-Japan(dawn.NHK World) – japoński państwowy, międzynarodowy kanał telewizyjny i radiowy należący do NHK. Usługa jest skierowana na rynek zagraniczny, podobnie jak BBC World News, CNN International, Arirang TV, DW-TV, France 24, CGTN, VOA i RT, i jest nadawana przez operatorów satelitarnych i kablowych na całym świecie, a także online i poprzez aplikacje mobilne - streaming na żywo. 
Siedziba kanału znajduje się w Tokio.
Kanał telewizyjny rozpoczął nadawanie 1 kwietnia 1998.
NHK World-Japan świadczy trzy usługi: NHK World Radio Japan, NHK World-Japan TV, oraz NHK World-Japan Premium. NHK World-Japan udostępnia również większość swoich programów za pośrednictwem internetowej wersji kanału telewizyjnego.
Kanał w kwietniu 2018 zmienił nazwę z NHK World na obecną.
15 stycznia 2019 uruchomiony został chiński serwis internetowy NHK Huayu Shijie, w którym emitowane są serwisy informacyjne i wybrane programy z NHK World-Japan w chińskim dubbingu i/lub z napisami.

## NHK World Radio Japan (RJ)
NHK World Radio Japan nadaje wiadomości, informacje i programy rozrywkowe koncentrujące się na Japonii i Azji. Rozgłośnia ta oferuje dwie usługi:
General Service nadaje programy na całym świecie w języku japońskim i angielskim.
Regional Service nadaje programy w 17 językach w określonych strefach geograficznych: angielski, arabski, bengalski, birmański, chiński, francuski, hindi, indonezyjski, koreański, perski, portugalski, rosyjski, hiszpański, suahili, tajski, urdu i wietnamski. Obie usługi są dostępne na falach krótkich (SW), jak również online.

## Internet
Programy i treści NHK World-Japan są dostępne online.
- NHK World-Japan - wiadomości online i transmisja na żywo
- Radio Japan - strumieniowanie na żywo, podcasty i programy archiwalne
- Lekcje języka japońskiego - przeredagowane wersje Basic Japanese for You i Brush Up Your Japanese.

Tylko ograniczona liczba programów jest dostępna online za darmo.
NHK jest dostępny w urządzeniach Apple TV, Fire TV oraz streamingowych odtwarzaczach multimedialnych Roku.